# Carn Dûm
Carn Dûm es una fortaleza creada por el escritor británico J. R. R. Tolkien para ambientar parte de las historias de su legendarium. Su nombre proviene del sindarin y significa 'Valle Rojo'. Ubicada cerca del Monte Gundabad, fue la capital del reino de Angmar, habitada por el Rey Brujo y sus siervos: muchos númenóreanos negros, orcos, trolls, huargos y otras criaturas. A partir de esta fortaleza basaba el Rey Brujo sus ataques a los tres pequeños reinos sucesores de Arnor, rápidamente para destruir la gestión de Rhudaur y también más adelante Cardolan y Arthedain.

## Historia ficticia
El Rey Brujo construyó Carn Dûm en algún momento alrededor del año 1300 de la Tercera Edad. La utilizó como capital de su reino y base en la guerra contra Arnor. Después de la conquista de Rhudaur y Cardolan, los ejércitos de Arthedain, con la ayuda de los elfos consiguieron temporalmente que los ejércitos de Angmar se retiraran de Carn Dûm. Arthedain cayó, sin embargo, en la batalla de Fornost en el año 1974 de la Tercera Edad, pero en esa batalla el Rey Brujo fue derrotado por Glorfindel y, como resultado, en el año 1975 Angmar cayó bajo el asalto de los dúnedain de Gondor, los sobrevivientes de Arnor y los elfos de Lindon. Carn Dûm fue completamente destruida, aunque algunos orcos sobrevivieron por lo menos hasta la Guerra de Enanos contra Orcos y posiblemente después también, hasta que fueron aniquilados por Aragorn II, el rey Elessar del reino unificado.
Tolkien menciona la ciudad de Carn Dûm en el Libro I de El Señor de los Anillos, cuando Frodo, Merry, Sam y Pippin son atrapados por los tumularios y, posteriormente, son salvados por Tom Bombadil.

## Representación en las adaptaciones
Carn Dûm ha sido representada en varios videojuegos basados en la obra de Tolkien:
- En El Señor de los Anillos: la batalla por la Tierra Media II: el resurgir del Rey Brujo se presenta como parte de la campaña del Rey Brujo. En este juego fue originalmente una fortaleza de Morgoth que cayó en ruinas. El Rey Brujo consolida la unión de Angmar mediante la construcción de Carn Dûm sobre estas ruinas.
- En El Señor de los Anillos: la guerra del norte Carn Dûm sirve como la fortaleza de Agandaûr, el lugarteniente de Sauron que quiere conquistar el norte de la Tierra Media.
- En The Lord of the Rings Online Carn Dûm es la sede del Rey Brujo delegado Mordirith, también conocido como falso rey, que extiende el fuego de la guerra en el norte, hasta que es derrotado en el 3018 de la Tercera Edad.